# Битка код Ал Фава (2003)
Битка код Ал Фава била је једна од првих битака у Ирачком рату. Један од почетних циљева коалиционе кампање у Ираку био је заузимање нетакнутих платформи за гас и нафту ("ГОПЛАТс") на полуострву Ал-Фав пре него што их је ирачка војска могла саботирати или уништити. Тиме би се спречила еколошка катастрофа слична Заливском рату 1991. године и омогућило брже преузимање ирачке производње нафте.
Трећа командантска бригада британских краљевских маринаца такође ће у исто време заузети Ум Каср како би се њена лука, једина дубокоморска лука у Ираку, могла користити за довожење тешких војних залиха када рудник очисти пловни пут. Марински корпус Сједињених Држава ставио је 15. поморску експедициону јединицу под команду 3 бригаде Командо, тако да је бригада имала потребне снаге за хватање оба циља.

## Сукоб
Након дана лошег времена, напад на Ал Фав заказан је за 22.00 сати (по локалном времену) 20. марта 2003. Амерички топови и ловци-бомбардери напали су познате непријатељске положаје на полуострву у кратком бомбардовању пре операције. У класичном ноћном нападу из ваздуха, 40 командоса и америчких маринаца слетели су хеликоптером, наишавши на отпор светлости. Ухватили су своја три стратешка циља без губитка и заробили преко 200 затвореника.
У исто време, десант на ваздух и море обезбедио је платформе за гас и нафту на мору. СЕАЛ тимови 8 и 10 заузели су нафтни терминал Мина Ал Бакр, а пољски командоси ГРОМ-а заузели су нафтни терминал Кор Ал-Амаја. Заробљена су и 32 Ирачанина. Одлагање експлозивних направа потом је слетело на платформе ради тражења и уклањања експлозивних замки и оптужби за рушење.
Други напад 42 Командо јединице уследио је у 22.25 сати. Другом нападу претходило је артиљеријско и поморско бомбардовање, артиљеријска ватра долазила је из три британске и једне америчке артиљеријске батерије постављене на острву Бубијан, поморске компоненте из ХМС Ричмонд, ХМС Марлборо, ХМС Чатам и ХМАС Анзак. 
Уметање је почело лоше са ужасном видљивошћу, погоршаном пожарима и песком. Штаб извиђачких снага бригаде срушио се у америчком морском витезу ЦХ-46, док се јуришна формација преврнула на зборно подручје бригаде, убивши седам краљевских маринаца, једног оператора Краљевске морнарице и четири авијатичара америчког корпуса. База облака се још више спустила и уметање је прекинуто. Планирано је ново убацивање, коришћењем хеликоптера РАФ Чинук и Пума за зору. Слетање се коначно догодило, са шест сати закашњења и на несигурне зоне слетања, сви циљеви су узети и осигурани.

### 21. март
15 МЕУ прешло је ирачко-кувајтску границу у раним јутарњим сатима, заобилазећи град Ум Каср и заузевши луку.
Планови за искрцавање британских оклопа летелицама напуштени су након што су инжењери открили опсежно минирање плажа у близини Ал Фава, што је представљало превелику опасност за тешке летелице америчке морнарице са британским.

### 22. марта
Припадници паравојних снага Федијен Садама наставили су раштркане борбе око Ум Касра. Сударила су се два хеликоптера Краљевске морнарице Сеа Кинг, при чему је погинуло 7 људи.

### 23. марта
15 МЕУ је постигло своје главне циљеве у обезбеђивању Ум Касра пре рока, у року од 48 сати од преласка ирачке границе. Затим су се гурнули на север уз западну обалу пловног пута Кавр Абд Алах наишавши на оштар отпор Федајен Садама.

### 24. марта
Ирачка оклопна бригада покушала је контранапад на Ал Фав. Ангажирало га је и одбило 40 команда са уништеним многим ирачким оклопним возилима.
С обзиром да је пут до Ума Касра проглашен сигурним, а полуострво Ал Фав у великој мери у рукама коалиције, то је омогућило британској 7. оклопној бригади да притисне Басру и америчке снаге да напредују према Багдаду без претњи да ирачке снаге у близини Басре прођу кроз Ал Фак и нападају линије снабдевања Коалиције.